# Annabelle Lewis

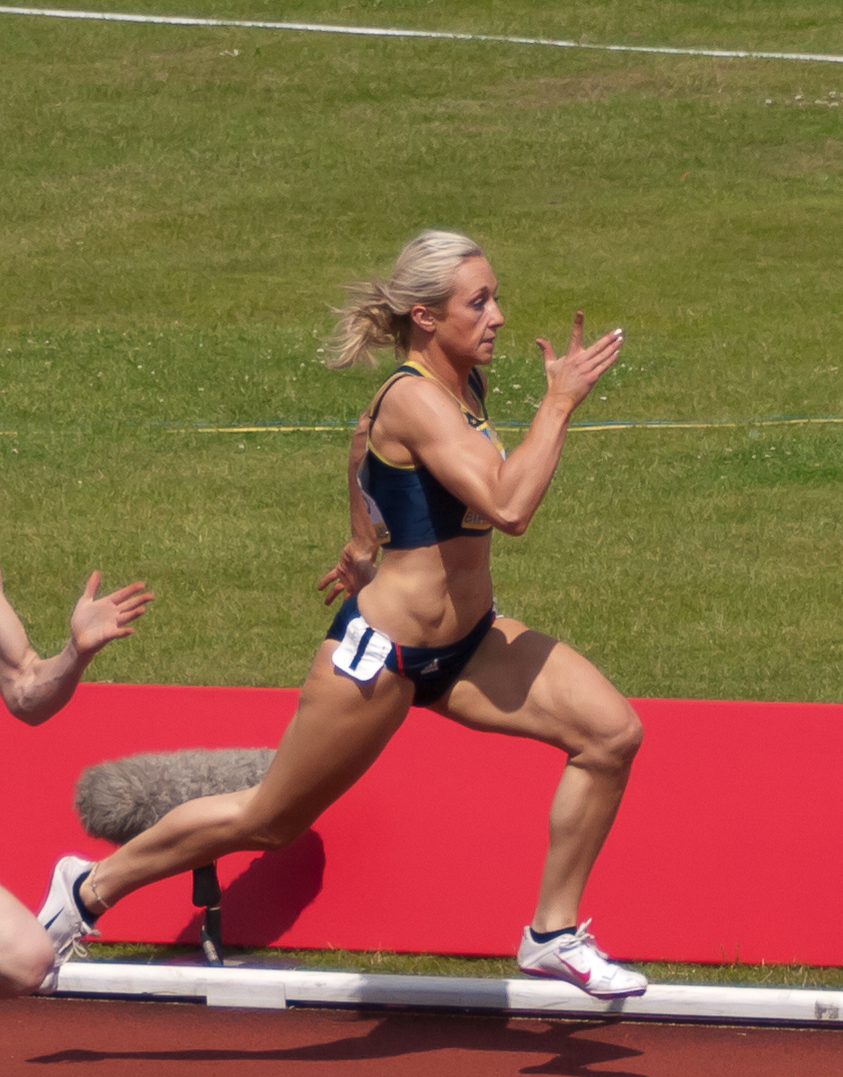
Annabelle Lewis im Jahr 2010

Annabelle Lewis (* 20. März 1989) ist eine britische Sprinterin.
Bei den U23-Leichtathletik-Europameisterschaften gewann sie in der 4-mal-100-Meter-Staffel 2009 in Kaunas Gold und 2011 in Ostrava Bronze.
2013 holte sie mit der britischen 4-mal-100-Meter-Stafette bei den Leichtathletik-Weltmeisterschaften in Moskau die Bronzemedaille.

## Persönliche Bestzeiten
- 60 m (Halle): 7,31 s, 27. Januar 2013, London
- 100 m: 11,36 s, 12. Juli 2013, Birmingham